# 视紫质
视紫质也称视紫红质、視紫蛋白、视紫素、视网膜紫质，是大多数脊椎动物视网膜视桿细胞中亮紫红色的光敏视色素，其由视蛋白和11-顺视黄醛辅基结合而成，最大光吸收在500nm附近，可将所吸收的光信号转化为跨膜电信号，其光电响应是视觉形成的最初阶段。
视紫质属于G蛋白偶联受体（GPCR）的一种。當视紫质暴露在光線下時，會立即光漂白。在人體中，它會在大約30分鐘內完全还原，之後，視杆就會變得更加敏感。視網膜色素變性和先天性靜止性夜盲症等眼疾都是由视紫质基因缺陷所引起的。

## 历史
它最早是由德国生理学家Franz Christian Boll在1876年发现的。术语 rhodopsin 源自古希腊语  ῥόδον（rhódon，rose）“玫瑰色”之义，与 ὄψις（ópsis，sight）“视觉、视力”之义。 它是由德國生理學家威廉·屈内 （德語：Wilhelm Friedrich Kühne, 1837-1900年）於1878年創造的。
當喬治·沃爾德（George Wald）發現視紫質是一種全蛋白（holoprotein），由视黄醛和apoprotein組成時，他將其命名為視蛋白（opsin），而今天它被更狹義地描述為apo-rhodopsin。
视紫质基因突变会影响视力，比如夜盲症等。
微生物也有视紫质，但没有和G蛋白耦合，因此不属于G蛋白偶联受体。尽管如此，原核生物视紫质仍然被看作是和GPCR同属一超科。

## 結構

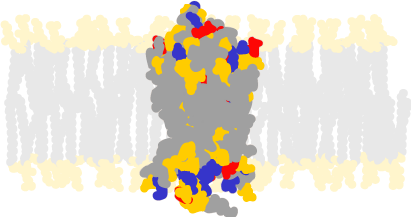
牛視紫質

視紫質與其他視蛋白一樣，是一種G蛋白偶联受体 (GPCR)。视紫质平行于细胞膜上，其合成需要维生素A在体内转化成11-顺视黄醛。GPCR是嵌入細胞膜磷脂双分子层的化學感受器，具有7個跨膜結構域，形成配體的結合袋。在光照下，11-顺视黄醛异构为全反视黄醛，并由此激活视紫质，产生下游一系列反应。